# Periodisering (historia)
Periodisering är uppdelningen av historiska skeden i perioder eller epoker. Uppdelningen kan göras enligt många olika kriterier och i fråga om mänsklig historia kan den ofta ha en betydande inverkan på historiesynen. Antiken, medeltiden och den moderna perioden är traditionella uppdelningar av Europas historia som baserar sig främst på humanistiska värderingar som definierades under den tidiga renässansen. Inom arkeologin, där skriftliga källor oftast saknas, sker indelningen efter materiella förhållanden i till exempel stenåldern, bronsåldern och järnåldern. Inom exempelvis kinesisk historieskrivning sker indelningen traditionellt på politiska grunder efter de härskardynastier som styrde Kina från ca 1500 f.Kr. till början av 1900-talet.